# Нарядово (Костромская область)
Нарядово — деревня в Ореховском сельском округе Ореховского сельского поселения Галичского района Костромской области России.

## География
Деревня расположена у главного хода Транссибирской магистрали, недалеко от станции Россолово, на берегу речки Щадеевка.

## История
Согласно Спискам населенных мест Российской империи в 1872 году деревня относилась к 1 стану Галичского уезда Костромской губернии. В ней числилось 6 дворов, проживало 20 мужчин и 22 женщины.
Согласно переписи населения 1897 года в деревне проживало 109 человек (51 мужчина и 58 женщин).
Согласно Списку населенных мест Костромской губернии в 1907 году деревня относилась к Ногатинской волости Галичского уезда Костромской губернии. По сведениям волостного правления за 1907 год в ней числилось 26 крестьянских дворов и 118 жителей. Основными занятиями жителей деревни, помимо земледелия, были малярный и плотницкий промыслы и земельные работы.
До муниципальной реформы 2010 года деревня также входила в состав Ореховского сельского поселения.

## Население
| 2008 | 2010 | 2012 | 2014 |
| ---- | ---- | ---- | ---- |
| 13   | ↘10  | ↗11  | ↘10  |